# 538

## Събития
- Консул е Флавий Йоан.
- Освещаване на храма „Света София“ в Константинопол.
- Март – Витигис снема обсадата на Рим.
- Милано преминава на страната на Византия.
- В Италия пристигат Нарсес и главнокомандващия на Илирик (magister militum) Юстин, със спомагателни войски.
- Готите превземат Милано.
- Велизарий започва бойни действия в Северна Италия, преминава през река По и овладява Милано.
- Официална забрана на арианството.

## Починали
- Комгал, крал на галското кралство Дал Риада
- Севир Антиохийски, антиохийски патриарх (512 – 518 г.)